# اوت ۲۰۱۰
اوت ۲۰۱۰ یا آگوست ۲۰۱۰ یکی از ماه‌های سال ۲۰۱۰ میلادی است.

## ۱ اوت۲۰۱۰
- رييس جمهور ايران از على مطهرى شکایت کرد

پيمان حاج محمود عطار، وكيل علی مطهری،نماينده تهران در مجلس شوراى اسلامى ایران خبر از شکایت محمود احمدی نژاد از موکلش را داد و اعلام کرد که نمی تواند جزئیات این شکایت را اعلام کند.رادیو فردا
- ژنرال مولن: طرح حمله به ایران آماده‌است

به گفتهٔ رئیس ستاد مشترک ارتش آمریکا، طرح حمله نظامی به ایران آماده‌است، ولی آمریکا در عملی ساختن آن تردید دارد. وی گفت، هم نگران تلاش ایران برای دستیابی به سلاح اتمی است و هم نگران یک حمله نظامی به ایران. این مقام عالی‌رتبهٔ ارتش آمریکا گفت، طرحی نظامی را برای جلوگیری از دستیابی ایران به سلاح اتمی در دست دارد. وی افزود که نگرانی شدیدش بیشتر متوجه پیامدهای احتمالی چنین حمله‌ای است.دویچه ‌وله گاردین
- تدارک مراسم قرآن‌سوزی در فلوریدا